# Erdélyi Gyula (főjegyző)
Erdélyi Gyula, Kohn (Baja, Bács-Bodrog vármegye, 1848. október 2. – Baja, 1937. június 27.) városi főjegyző.

## Élete
Kohn Ignác és Heimann Janka fiaként született. A Budapesti Tudományegyetemen jogot hallgatott. 1880-ban mint aljegyző lépett Baja város szolgálatába és 1892. november 23-án főjegyzővé választották meg. A bajai és fővárosi lapokba írt cikkeket; egy drámáját és vígjátékát pedig előadták Baján. 1873-tól szerkesztette a Bács-Bodrog c. lapot, 1875. július 1-jétől a Baját és 1878. január 1-jétől a Bajai Közlönyt. A Tóth Kálmán-szoborbizottság megbízásából megírta a költő szobrának történetét, mely a Tóth Kálmán Emlékalbumban jelent meg 1894-ben. 1908-ban a Ferenc József-rend lovagkeresztjével tüntették ki. Agyvérzésben hunyt el 1937. június 27-én délelőtt 1/4 12 órakor . A felesége Schönfeld Mária volt.